# Wydział Prawa i Administracji Uniwersytetu Marii Curie-Skłodowskiej
Wydział Prawa i Administracji Uniwersytetu Marii Curie-Skłodowskiej – jeden z dwunastu wydziałów Uniwersytetu Marii Curie-Skłodowskiej w Lublinie. Został powołany 12 września 1949 roku. Obecnym dziekanem wydziału jest dr hab. Jarosław Kostrubiec, prof. UMCS.

## Władze
Źródła

### Kadencja 2024 –2028
Dziekan
- dr hab. Jarosław Kostrubiec, prof. UMCS

Prodziekani:

### Dziekani WPiA w latach 1950–2024
- Prof. dr Aleksander Wolter (1950–1953)
- Prof. dr Tadeusz Taras (1953–1957)
- Prof. dr Adam Wiliński (1957–1962)
- Prof. dr Józef Mazurkiewicz (1962–1964)
- Prof. dr Tadeusz Taras (1964–1972)
- Prof. dr hab. Jan Malarczyk (1972–1981)
- Prof. dr hab. Henryk Reniger (1981–1982)
- Prof. dr hab. Henryk Groszyk (1982–1984)
- Prof. dr hab. Lech Antonowicz (1984–1990)
- Prof. dr hab. Marek Kuryłowicz (1990–1996)
- Prof. dr hab. Tadeusz Bojarski (1996–1999)
- Prof. dr hab. Leszek Leszczyński (1999–2005)
- Dr hab. Antoni Pieniążek (2005–2012)
- Prof. dr hab. Anna Przyborowska - Klimczak (2012-2024)
- dr hab. Jarosław Kostrubiec, prof. UMCS (2024 -)

Prodziekani:

## Kierunki kształcenia
- prawo – jednolite studia magisterskie, stacjonarne i niestacjonarne;
- prawno-administracyjny – studia I stopnia, studia II stopnia, stacjonarne i niestacjonarne;
- prawo bezpieczeństwa wewnętrznego – studia I stopnia, studia II stopnia, stacjonarne i niestacjonarne;
- prawno-biznesowy – studia I stopnia, stacjonarne i niestacjonarne;
- prawno-menedżerski – studia II stopnia, stacjonarne i niestacjonarne;
- nauki prawne – studia III stopnia, stacjonarne i niestacjonarne;
- studia podyplomowe[3]

## Struktura
Instytut Nauk Prawnych – Dyrektor prof. dr hab. Marek Kulik, zastępca dyrektora dr hab. Joanna Bodio, prof. UMCS, zastępca dyrektora dr hab. Radosław Pastuszko
- Katedra Postępowania Administracyjnego (kierownik: prof. dr hab. Janusz Niczyporuk)
- Katedra Prawa Administracyjnego i Nauki o Administracji (kierownik: prof. dr hab. Jerzy Stelmasiak)
- Katedra Prawa Finansowego (kierownik: prof. dr hab. Antoni Hanusz)
- Katedra Prawa Konstytucyjnego (kierownik: dr hab. Sławomir Patyra, prof. UMCS)
- Katedra Prawa Międzynarodowego Publicznego (kierownik: prof. dr hab. Anna Przyborowska-Klimczak)
- Katedra Prawa Informatycznego i Zawodów Prawniczych (kierownik: dr hab. Arkadiusz Bereza, prof. UMCS)
- Katedra Prawa Pracy (kierownik: dr hab. Anna Kosut, prof. UMCS)
- Katedra Prawa Cywilnego (kierownik: dr hab. Zdzisław Gawlik, prof. UMCS )
- Katedra Prawa Gospodarczego i Handlowego (kierownik: prof. dr hab. Katarzyna Kopaczyńska-Pieczniak)
- Katedra Prawa Karnego i Kryminologii (kierownik: prof. dr hab. Marek Mozgawa)
- Katedra Postępowania Karnego (kierownik: prof. dr hab. Katarzyna Dudka)
- Katedra Historii Państwa i Prawa (kierownik: dr hab. Grzegorz Smyk, prof. UMCS)
- Katedra Doktryn Polityczno-Prawnych i Prawa Rzymskiego (kierownik: prof. dr hab. Krzysztof Amielańczyk)
- Katedra Teorii i Filozofii Prawa (kierownik: prof. dr hab. Leszek Leszczyński)
- Katedra Postępowania Cywilnego i Międzynarodowego Prawa Handlowego (kierownik: prof. dr hab. Andrzej Jakubecki)
- Katedra Prawa Unii Europejskiej (kierownik: prof. dr hab. Ryszard Skubisz)
- Katedra Prawa Rolnego i Gospodarki Gruntami (kierownik: dr hab. Beata Jeżyńska, prof. UMCS)
- Zespół Badawczy Kryminalistyki i Prawa Dowodowego (kierownik: dr hab. Adam Taracha, prof. UMCS)
- Akademickie Centrum Mediacji (kierownik: dr hab. Andrzej Korybski, prof. UMCS)[4]

## Doktorzy honoris causa
- Prof. dr hab. Grzegorz Leopold Seidler – 1970
- Prof. dr Andrzej Burda – 1977
- Prof. dr hab. Witold Czachórski – 1979
- Rudolf Kirchschläger – 1986
- Willy Brandt – 1990
- Prof. dr hab. Jerzy Ignatowicz – 1994
- Prof. Marcel Storme – 1995
- Prof. Stanisław Waltoś – 2003
- Prof. Roman Hauser – 2014

## Czasopisma naukowe
Pracownicy Wydziału Prawa i Administracji wydają trzy czasopisma naukowe: Studia Iuridica Lublinensia, Annales UMCS sectio G oraz Studenckie Zeszyty Naukowe.
Studia Iuridica Lublinensia są czasopismem powołanym w 2003 r. przeznaczonym dla pracowników i doktorantów, a także osób spoza wydziału. W Studiach publikowane są artykuły naukowe, glosy, recenzje, sprawozdania z konferencji oraz informacje o osiągnięciach naukowych, ruchu naukowym, działalności organizacyjnej, dydaktycznej, jak również informacje o organizacjach studenckich i innych wydarzeniach z życia Wydziału. Artykuły publikowane w Studiach wysyłane są do recenzji zewnętrznej. Studia Iuridica Lublinensia znajdują się w wykazie punktowanych czasopism naukowych Ministra Nauki i Szkolnictwa Wyższego.
Annales UMCS sectio G – półrocznik. Publikowane są w nim artykuły naukowe, recenzje, glosy oraz sprawozdania z konferencji z zakresu nauk prawnych oraz administracyjnych. Teksty publikowane są w języku polskim, angielskim, niemieckim, francuskim oraz rosyjskim.
Od 1998 roku ukazują się Studenckie Zeszyty Naukowe, punktowane przez MNiSW czasopismo prowadzone przez członków Studenckiego Koła Naukowego Prawników UMCS. Zakres tych publikacji obejmuje nauki prawne oraz zagadnienia interdyscyplinarne. Autorami artykułów naukowych są studenci, doktoranci i pracownicy zarówno UMCS, jak i innych uczelni z Polski i innych państw.

## Organizacje
Na wydziale działa kilkanaście organizacji: 
- Uniwersytecka Studencka Poradnia Prawna;
- Samorząd Studencki WPiA;
- Europejskie Stowarzyszenie Studentów Prawa – ELSA Lublin;
- koła naukowe (w tym Studenckie Koło Naukowe Prawników UMCS) i inne[8].

## Wyróżnienia
W ocenie parametrycznej jednostek naukowych prowadzonej przez Ministerstwo Nauki i Szkolnictwa Wyższego w naukach prawnych wydział otrzymał kategorię 1 i zajął 2. miejsce na 21 klasyfikowanych jednostek naukowych (2010)
W rankingu wydziałów prawa 2017 przeprowadzonym przez Perspektywy i „Rzeczpospolitą”, wydział uzyskał 3. miejsce w kategorii "Jakość kształcenia".
W rankingu zdawalności na aplikację adwokacką, radcowską i notarialną przeprowadzonym przez Ministerstwo Sprawiedliwości Wydział Prawa i Administracji UMCS uzyskał 4. miejsce na 16 sklasyfikowanych jednostek.

## Absolwenci
Absolwentami WPiA są m.in.:
- Henryk Cioch, Mirosław Granat, Teresa Liszcz i Marian Zdyb – sędziowie Trybunału Konstytucyjnego;
- Andrzej Wróbel – sędzia Sądu Najwyższego i Trybunału Konstytucyjnego;
- Stanisław Estreich, Artur Korobowicz, Janusz Łomża, Ryszard Skubisz, Roman Tokarczyk – sędziowie Trybunału Stanu;
- Jan Barcz – dyplomata, ambasador RP w Wiedniu;
- Adam Tomanek – polski dziennikarz radiowy;
- Małgorzata Sadurska – szefowa Kancelarii Prezydenta RP;
- Zbigniew Hołda – karnista, członek zarządu Helsińskiej Fundacji Praw Człowieka;
- Marek Żmigrodzki - prawnik i politolog, profesor UMCS;
- a także inni teoretycy i praktycy prawa, posłowie na Sejm RP, senatorowie, ministrowie, samorządowcy.